# Celleporaria apiculata
Celleporaria apiculata is een mosdiertjessoort uit de familie van de Lepraliellidae. De wetenschappelijke naam van de soort is voor het eerst geldig gepubliceerd in 1881 door Busk.